# ان‌جی‌سی ۱۳۱۳
ان‌جی‌سی ۱۳۱۳ (انگلیسی: NGC 1313) یک کهکشان میدانی و یک کهکشان مارپیچی میله‌ای است که توسط ستاره‌شناس اسکاتلندی، جیمز دانلوپ، در ۲۷ سپتامبر ۱۸۲۶ کشف شد.